# Beth Moysés
 (août 2022).
Beth Moysés née en 1960 à São Paulo est une artiste contemporaine féministe brésilienne. À travers ses œuvres, elle dénonce les violences de genre.

## Biographie
Enfant, Beth Moysés découvre et s'insurge contre la violence domestique au sein de sa famille.
En 1983, elle étudie les Beaux-Arts à la Fundação Armando Alvares Penteado (pt) de São Paulo. Elle se spécialise en communication visuelle, en obtenant un master à l'université de l'État de Campinas en 2004. Elle poursuit par un doctorat en communication et sémiotique au sein de l'université catholique pontificale de São Paulo.
Dans son travail, elle explore le potentiel visuel et sémantique d'objets qui représente l'amour romantique comme la robe de mariée, le voile, les roses, la perle, l'aiguille.
Son œuvre se divise en deux grands cycles. Le premier est de nature collective et cathartique, la deuxième est plus expressif et intime.
Pour la première série, elle travaille sur la mémoire commune de la souffrance. Ses performances revêtent un caractère cérémonial, une sorte de catharsis de la douleur. Par exemple, elle réalise une performance collective avec 150 femmes, victimes de violence, habillées en mariées sur l'avenue Paulista, à São Paulo,. Elle reproduit cette performance dans plusieurs pays, notamment en Espagne. À Séville, pour la performance Memoria del afecto, les participantes habillées en mariées marchent en procession par deux. Elles tiennent un témoignage des violences qu'elles ont subies. À la fin du parcours, elles forment un cercle, autour d'un feu. Elles déposent leur témoignage au centre du cercle, afin de s'en libérer. En 2007, pour la performance Lecho Rojo, dix femmes d'âges de provenances et de professions diverses, poitrines nues, avec des marguerites dans les cheveux, sont assises en cercle sur un sol couvert de draps blancs. Au milieu du cercle, se trouve 20kg de rouge à lèvres de couleur carmin. Chaque participante à revivre une histoire d'amour en modelant un cœur avec la pâte qu'elle va ensuite malaxer, détruire, s'enduire le corps.
Pour la deuxième série, il s'agit d’œuvres plus intimes dans un espace restreint, son atelier. Le thème est lié lui aussi aux violences de genre. L'installation Transbordando suscite la réflexion. 100 dés à coudre argentés forment une pluie torrentielle qui devient sang.
En 2014, elle représente le drapeau du Brésil fait 5664 douilles. Chaque douille représente une femme assassinée par son partenaire en 2013, au Brésil.
Parmi toutes ses expositions, se démarque La costilla maldita en 2005 dans le Centro Atlántico de Arte Moderno des Îles Canaries.

En 2009, elle participe à l'exposition collective présidée par la commissaire Macu Morán, Mujeres Indomables, proposée par la Fondation Miró et le Centro de Cultura Contemporánea de Barcelona.

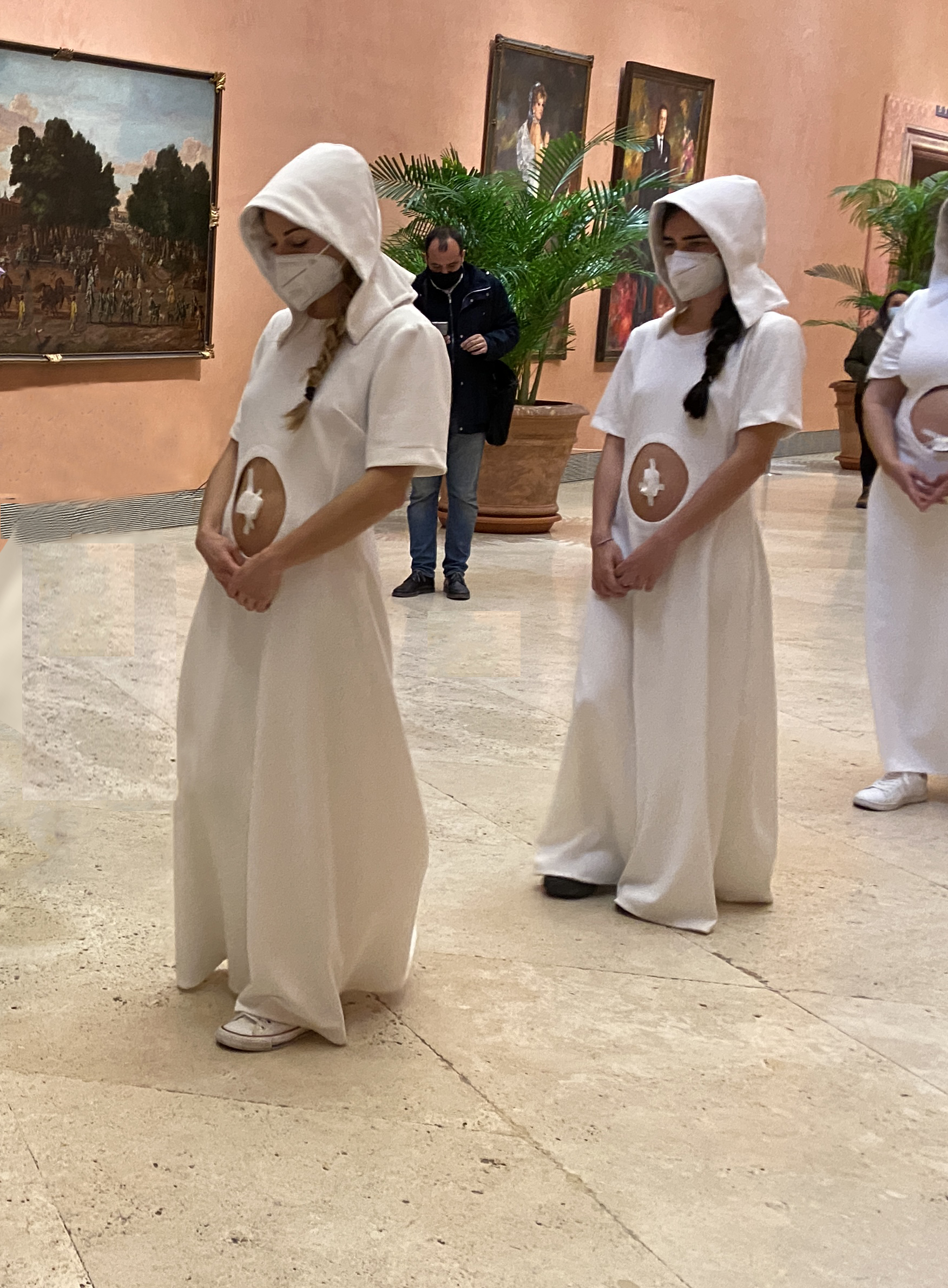
Performance De Beth Moysés au musée Thyssen de Madrid en 2022.

En 2017, elle réalise la performance intitulée Águas transitórias à Porto au Portugal,.
Elle présente la vidéo performance Cárcel de Amor au Musée national centre d'art Reina Sofía à Madrid, en Espagne, dans le cadre du festival Photoespaña (es).

Les œuvres de Beth Moysés sont présentes dans les différentes expositions de FEMINISARTE, menées par la commissaire Margarita Aizpuru (es). Pour la quatrième édition de FEMINISARTE IV: Femmes et narrations esthétiques génériques, de nombreuses artistes engagées dans une perspective de genre sont exposées dont Beth Moysés avec les Espagnoles Amalia Ortega, María Roseaux, Marina Núñez, Marina Rodríguez Vargas, Cristina Mejías, Mara León, Paloma Navares, La Ribot, Mer García Ranedo et Carmela García; Marisa González, ainsi que les latino-américaines Ambra Polidori (Mexique), Teresa Serrano (Mexique), Natalia Granada (Colombie), María José Argenzio (Équateur), et les Européennes Anna Jonsson (Suède), Teresa Ribuffo (Italie). L'exposition a lieu à Madrid, au Palais de Cybèle en 2017. Cette exposition itinérante est ensuite présentée dans différents pays latino-américains. 

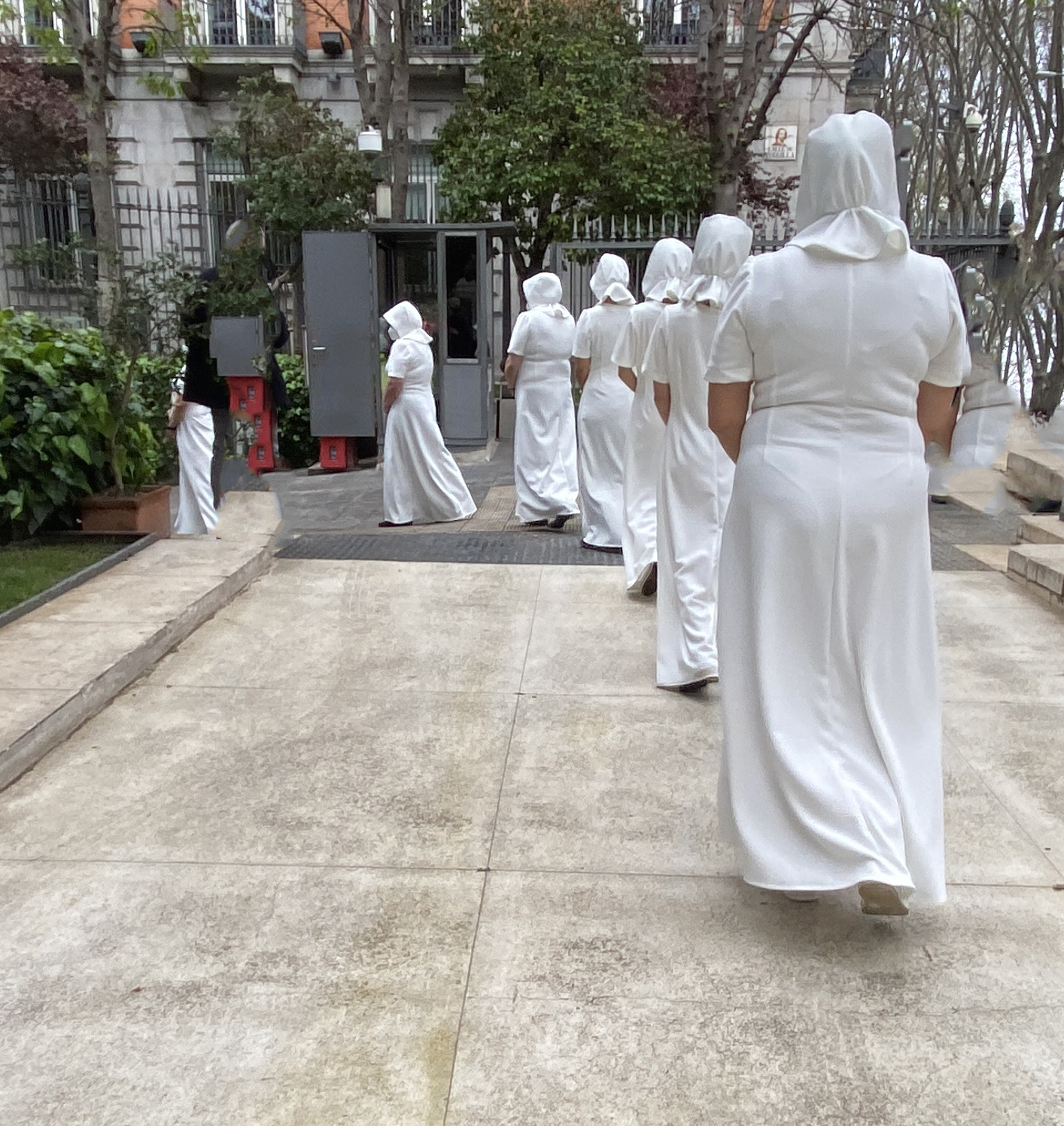
Performance De Beth Moysés Semer le corps au musée Thyssen de Madrid.

En 2016, Beth Moysés est commissaire pour l'exposition La corteza del alma, qui a lieu à la galerie Fernando-Pradilla à Madrid. Elle dresse une cartographie en présentant les travaux d'artistes féministes engagées comme Yolanda Domínguez , Marina Núñez (Espagne), Catherine Dong (Chine), Regina Galindo (Guatemala), Moysés et Rosana Paulino (Brésil), Marta María Pérez Bravo (Cuba), Teresa Serrano (Mexique), Mimi Smith (États-Unis) et Sue Williams (Royaume-Uni) .
En 2022, le 23 mars, elle réalise une performance dans le musée national Thyssen-Bornemisza de Madrid intitulée Sembrar el cuerpo dedans du cycle Visión y presencia dont la commissaire est Semíramis González (es).

## Expositions
- Temporada de Projetos, São Paulo, 2003-2004,
- Hilo conductor, Galerie d'art contemporain, Séville, 2013[2]
- Still thinking of you, Galerie Fernando Pradilla Madrid, 2018[15]
- Transbordar: Transgressões do Bordado, São Paulo , 2020

## Performances
- Diluidas em Água - Performance, Projet Bem Querer Mulhe, Pinacothèque de l'État de São Paulo, São Paulo, 2011
- Herencia de mi Padre, galerie Fernando Pradilla, Madrid, 2015
- Removing Pain Performance Installation, 25 novembre 2010
- Recuerdos Velados, Performance publique, Journée internationale des droits des femmes, 2010
- Águas transitórias, Porto, Portugal, 2017
- Semer le corps, musée Thyssen-Bornemisza, Madrid, 2022